# Neobisium granulosum
Neobisium granulosum är en spindeldjursart som beskrevs av Max Beier 1963. Den ingår i släktet Neobisium och familjen helplåtklokrypare. Inga underarter finns listade i Catalogue of Life.